# Langschwanz-Schattenkolibri

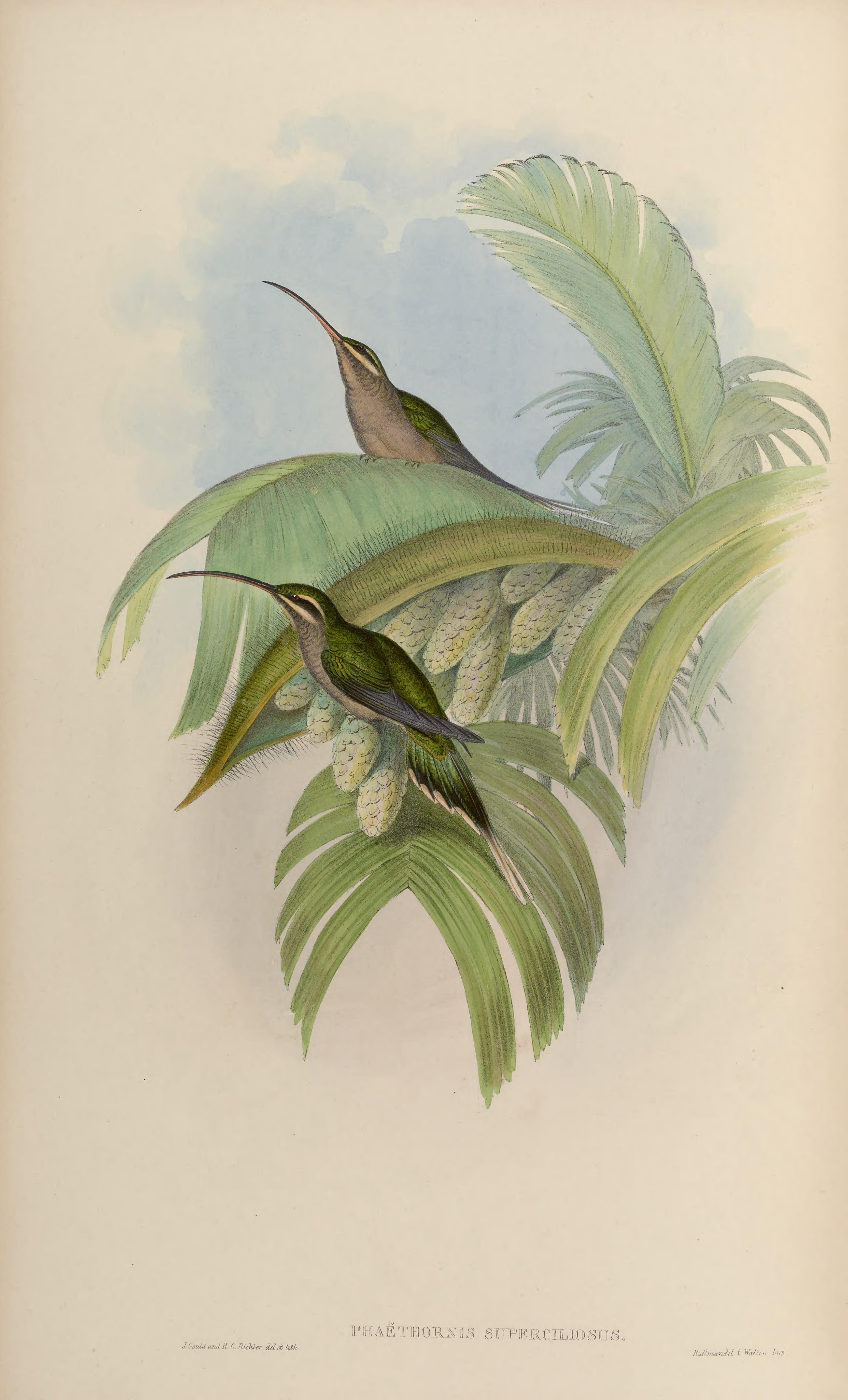
Langschwanz-Schattenkolibris
(historische Illustration, 1849)

Der Langschwanz-Schattenkolibri (Phaethornis superciliosus),  oder Östliche Langschwanz-Schattenkolibri auch Langschwanzeremit ist eine Vogelart aus der Familie der Kolibris (Trochilidae), die in Venezuela, Kolumbien, Guyana, Suriname, Französisch-Guayana und Brasilien vorkommt. Der Bestand wird von der IUCN als „nicht gefährdet“ (Least Concern) eingeschätzt.

## Merkmale
Der Langschwanz-Schattenkolibri erreicht eine Körperlänge von etwa 14 bis 15 cm bei einem Gewicht von 4 bis 8 g. Er ähnelt im Aussehen dem Langschnabel-Schattenkolibri. Der 40 Millimeter lange gebogene Schnabel ist oben schwarz, während der untere Teil gelb ist. Die Oberseite ist überwiegend braun, wobei der Rücken bronze-grün getönt ist. Der dunkle Hinteraugenstrich wird von einem weißen Strich unter dem Auge abgegrenzt. Die Farbe der Unterseite ist ein verblasstes Gelbbraun. Den Hals zieren weiße Streifen. Der gestufte Schwanz ist schwarz mit weißen Sprenkeln, wobei die verlängerte Schwanzfeder weißlich ist. Er hat zwei blasse ockerfarbene Bänder an den längsten Federn der Oberschwanzdecken. Dazu hat er einen deutlichen Kehlstreifen. Das Weibchen hat kürzere Flügel und einen kürzeren, etwas weniger gebogenen Schnabel. Jungvögel weisen helle ockerfarbene Säume auf der Oberseite auf.

## Verhalten und Ernährung
Der Langschwanz-Schattenkolibri ernährt sich vom Nektar verschiedener Pflanzen wie der Passionsblume und Helikonien. Des Weiteren gehören Spinnen und Insekten zu seiner Nahrung. Als sogenannter Trapliner fliegt er regelmäßig in rascher Folge ganz bestimmte verstreute Blüten an.

## Lautäußerungen
Der Gesang besteht aus einer kontinuierlichen Reihe einzelner tsik-Laute, die er mit einer Häufigkeit von 1,6 bis 2 Tönen pro Sekunde von sich gibt. Das Männchen singt häufig mit mehreren Artgenossen an einem Lek und sitzt dabei auf einem Ast oder Zweig im Dickicht. Der Ruf bei der Balz ist dabei ein explosives undeutliches psit, welches es oft im Flug von sich gibt.

## Verbreitung und Lebensraum

Verbreitungsgebiet (grün) des Langschwanz-Schattenkolibris

Der Langschwanz-Schattenkolibri bewegt sich vorzugsweise im Unterholz von Tieflandregenwäldern und angrenzendem halbtrockenen Wald, Waldrändern, Galeriewald Sekundärvegetation, flussnahem Habitat wie Flussufer, Igapó-Wald und Várzea-Landschaften. Berichte aus den Bergen Venezuelas reichen von Höhenlagen vom Meeresspiegel bis 1400 Meter. Der Langschwanz-Schattenkolibri besetzt kleine Reviere (Größe: 1 km²), meist in der Nähe von Flüssen, welche er energisch gegen fremde Artgenossen verteidigt.

## Fortpflanzung
In Nordbrasilien südlich des Amazonas gibt es Berichte über Brutaktivitäten im Januar, Juni, September und November. Nördlich des Amazonas ist nur der September als Brutzeit bekannt. In Guyana gibt es Brutberichte von Juni bis August und in Französisch-Guayana von August bis Oktober. Gonadenuntersuchungen lassen vermuten, dass es auch im November nördlich des Amazonas und im Juli und August südlich des Amazonas zu Fortpflanzungsaktivitäten kommt. Die Weibchen bauen ein napfförmiges Nest, das sie an die Spitze der Unterseite von Palmblättern hängen. Es wird aus Moos, Samen und feinen Fäden unterschiedlichster Pflanzen gebaut und mit Spinnweben stabilisiert und befestigt. Das Gelege besteht aus zwei Eiern. Die Bebrütung dauert zumindest 16 Tage und wird vom Weibchen durchgeführt. Dabei sitzt es mit dem Kopf Richtung Blatt, streckt den Schnabel nach oben und hinten mit nach oben gespreiztem Schwanz. Die Jungvögel werden mit ca. 21 bis 22 Tagen flügge. Die Küken haben eine rosafarbene Haut mit hellbraunen Daunen. Zur Brutzeit finden sich die Männchen in Balzplätzen, wo sie zu mehreren einen Gesangswettbewerb um die Weibchen abhalten. Der beste Sänger hat das bevorzugte Recht zur Paarung mit den anwesenden Weibchen.

## Unterarten
Es wurden zwei Unterarten beschrieben:
- Phaethornis superciliosus superciliosus (Linnaeus, 1766)[3] – Die Nominatform ist im Süden Venezuelas, den Guyanas und dem nördlichen Brasilien, nördlich des Amazonas, verbreitet.
- Phaethornis superciliosus muelleri Hellmayr, 1911[4] – Diese Unterart kommt im Norden Brasiliens, allerdings nur südlich des Amazonas, vor. Die Unterart hat eine dunklere Kehle und Brust. Bei beiden Geschlechtern ist der Schnabel weniger gebogen.[1]

## Etymologie und Forschungsgeschichte
Carl von Linné beschrieb den Langschwanz-Schattenkolibri unter dem Namen Trochilus superciliosus. Als Fundort nannte er Cayenne. Später wurde die Art der Gattung Phaethornis zugeordnet.
Der Begriff Phaethornis leitet sich aus den griechischen Wörtern φαέθων phaéthōn für „leuchtend, strahlend“ und ὄρνις órnis für „Vogel“ ab. Der Artname superciliosus hat seinen Ursprung in lateinisch superciliosus, supercilium ‚hochmütig, arrogant, mit hochgezogenen Augenbrauen, Augenbrauen‘. Muelleri ist Lorenz Müller (1868–1953) gewidmet, der das Typusexemplar in Peixe-Boi im brasilianischen Bundesstaat Pará gesammelt hatte.